# 镇远站
镇远站位于中华人民共和国贵州省黔东南苗族侗族自治州镇远县㵲阳镇，为沪昆铁路上的一个三等站，始建于1974年，现由中国铁路成都局集团凯里车务段管辖。

## 停车次数
每天途径本站的有87次列车，停靠的列车则为36趟
- 车站外部远景
- 受地形限制，车站月台呈弧形
- 车站西部不远即进入隧道

## 交通状况
途经镇远火车站公交车，镇远县城1、2、3路公交车均过火车站

## 周边景区
- 镇远古城
- 施秉云台山